# Harzanaq (ort, lat 38,36, long 46,62)
Harzanaq (persiska: هرزنق, Harzandīq) är en ort i Iran.   Den ligger i provinsen Östazarbaijan, i den nordvästra delen av landet, 500 km nordväst om huvudstaden Teheran. Harzanaq ligger 1 893 meter över havet och antalet invånare är 109.
Terrängen runt Harzanaq är huvudsakligen kuperad, men åt sydost är den bergig. Runt Harzanaq är det ganska glesbefolkat, med 27 invånare per kvadratkilometer. Närmaste större samhälle är Afshord, 7,1 km väster om Harzanaq. Trakten runt Harzanaq består i huvudsak av gräsmarker.